# Staurogyne amoena
Staurogyne amoena är en akantusväxtart som beskrevs av Raymond Benoist. Staurogyne amoena ingår i släktet Staurogyne och familjen akantusväxter. Inga underarter finns listade i Catalogue of Life.